# Charkivs tunnelbana

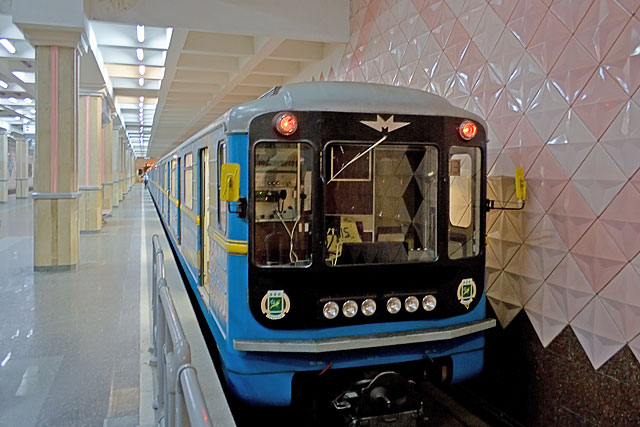
Tunnelbanetåg i Charkivs tunnelbana

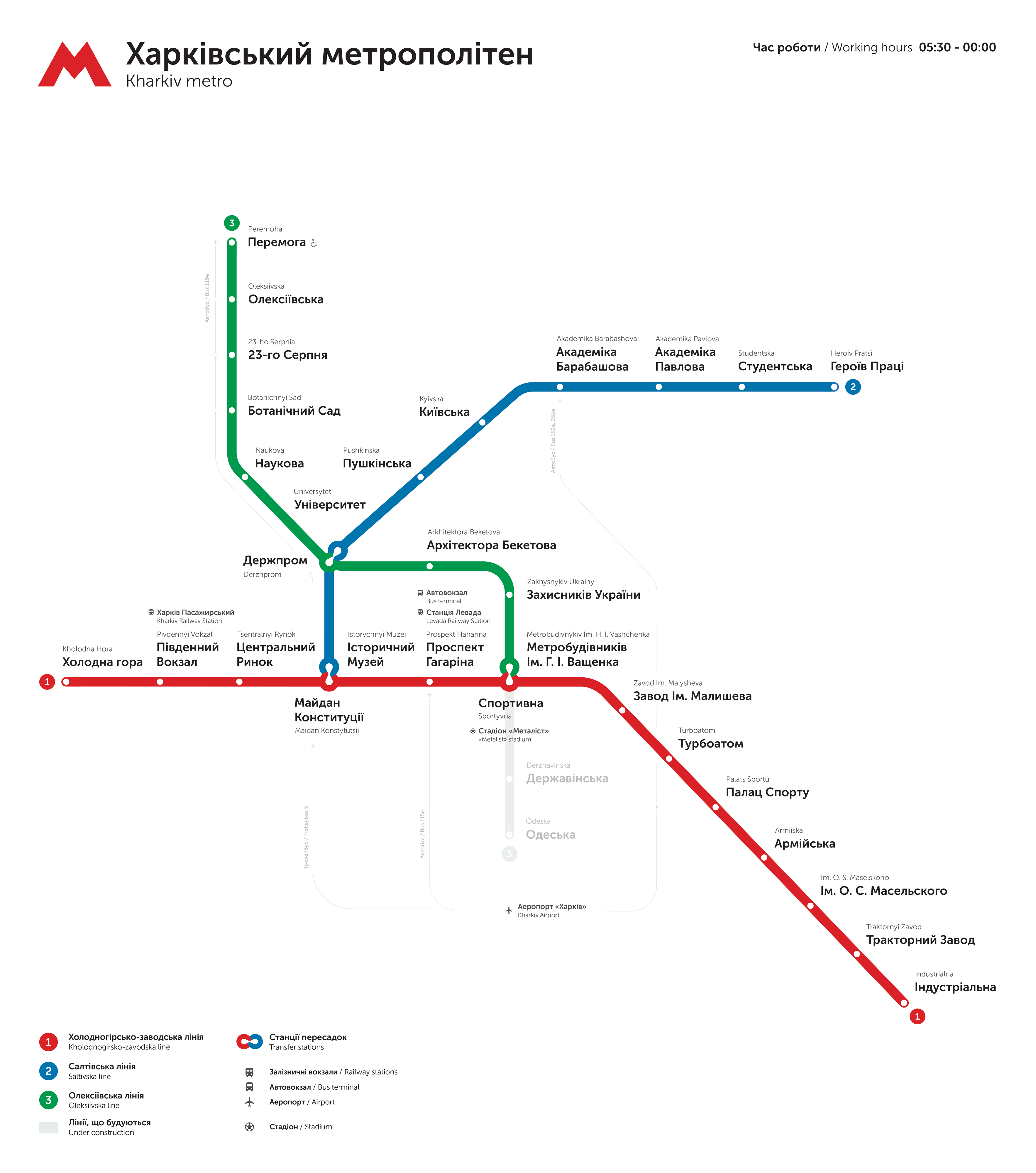
Linjekarta

Charkivs tunnelbana (ukrainska: Харківське метро) är ett tunnelbanesystem i den ukrainska staden Charkiv. Den är den näst största och näst äldsta tunnelbanan i Ukraina (efter Kiev) och blev den femte äldsta i Sovjetunionen när det då 10,4 kilometer långa linjenätet med åtta stationer öppnades den 23 augusti 1975.
Idag (2016) har tunnelbanan tre linjer med 30 stationer på ett 38,5 kilometer långt linjenät. År 2017 beviljade europeiska investeringsbanken ett lån på 160 miljoner euro för en förlängning av linjenätet med 3,5 kilometer och tre nya stationer.
Under Rysslands invasion av Ukraina 2022 användes tunnelbanan som skyddsrum.